# Antarctische aalscholver
De Antarctische aalscholver (Leucocarbo bransfieldensis, synoniem: Phalacrocorax bransfieldensis) is een vogel uit de familie Phalacrocoracidae (Aalscholvers). Dit taxon wordt ook wel beschouwd als een ondersoort van de keizeraalscholver (L. atriceps).

## Kenmerken
De lichaamslengte bedraagt 77 cm, de spanwijdte 124 cm en het gewicht 2,5 tot 3 kg.

## Leefwijze
Het voedsel bestaat voornamelijk uit vis en schaaldieren.

## Voortplanting
Deze soort broedt bovenop kliffen en rotsen in kegelvormige nesten of platgemaakte hopen zeewier, mos, gras, guano en modder. De vogel legt 2 tot 3 eieren in oktober of november die door beide ouders wordt uitgebroed. Na 40 tot 45 dagen zijn de jonge vogels zelfstandig.

## Verspreiding en leefgebied
Deze soort komt voor op de Zuidelijke Shetlandeilanden en Antarctica.

## Status
BirdLife International beschouwt dit als een ondersoort van de keizeraalscholver en die heeft de status niet bedreigd op de Rode Lijst van de IUCN.